# سباستین قاسمی-نوبخت
سباستین قاسمی-نوبخت (فارسی: سباستین قاسمی نوبخت؛ زادهٔ ۱۱ اکتبر ۱۹۸۵) ورزشکار فوتبال اهل آلمان است.
از باشگاه‌هایی که در آن بازی کرده‌است می‌توان به باشگاه فوتبال گروتر فورث اشاره کرد.

## زندگی شخصی
برادر کوچکتر سباستین، روبیک نیز فوتبالیست است.